# Janus (mythologie)
Pour les articles homonymes, voir Janus.
Janus est le dieu romain  des commencements et des fins, des choix, du passage et des portes. Il est bifrons (« à deux visages ») et représenté (voir illustration) avec une face tournée vers le passé, l'autre sur l'avenir. Il est fêté le 1er janvier. Son mois, Januarius (« janvier »), marque le commencement de la fin de l'année dans le calendrier romain.
Son temple est situé sur le forum de Rome. Il est rituellement ouvert en temps de guerre et fermé en temps de paix. L'une des collines de Rome, le Janicule, lui est consacrée. C'est un dieu de premier rang dans la hiérarchie religieuse romaine, le seul avec Jovis - Jupiter et Mars - Marspiter à être qualifié de « Dieu le père », Januspater.

## Nom et épithètes

### Étymologie
Janus est écrit Ianus, en latin classique, Ian, en latin archaïque, dans le Chant des Saliens.
L'étymologie de son nom est formée sur la racine *iā provenant elle-même de la racine indo-européenne *ei- (« aller »), terme abstrait correspondant à la notion de « passer ». Cette étymologie correspond au sens que lui donnent les Anciens. Janus répond au concept de « passage » et il est généralement honoré comme un dieu introducteur. Il est lié au passage du temps (janitor, le portier).
C'est l'interprétation que lui donnent déjà Ovide et Cicéron : 
- « Je veille aux portes du ciel avec l'aimable cortège des Heures ; Jupiter ne peut entrer ni sortir sans moi : c'est pour cela qu'on m'appelle Janus »[2] ;
- « quod ab eundo nomen est ductum », « dont le nom dérive de allant »[4].

Le linguiste Julius Pokorny souligne aussi la probable assimilation du prénom slave Jan, Jana avec le judéo-chrétien Iohannes (« Jean »). Il y a peut-être un ancien syncrétisme, la fête de la Saint-Jean d'hiver et d'été correspondant mutatis mutandis à celle de Janus en hiver et de sa parèdre Carna en juin. Pokorny rattache, avec un autre suffixe, ce Ianus latin à l’allemand Jahr, à l’anglais year (« année ») et au grec ὥρα, hôra (« heure »). Janus serait à ce titre, un dieu abstrait du temps, équivalent théologico-mythologique du Chronos grec.
Deux autres étymologies sont proposées par les anciens érudits pour expliquer le nom du dieu et sa nature.
L'une, proposée par Paul Diacre au VIIIe siècle — et que la critique moderne juge « purement fantaisiste » —, est motivée par le sens d'ouverture et propose, pour radical, hio, hiare, hians (« ouvrir, béer »), dont Ianus, Janus dériverait par la perte de l'aspiration initiale. L'historien rapproche Janus du dieu Chaos qui précède la création du monde. Ovide, sans établir de lien étymologique, rapproche déjà Chaos de Janus : « autrefois, on m'appelait Chaos ». G. Capdeville considère forcé et inutile ce rapprochement avec le Chaos grec, la fonction d’« ouvreur » du dieu Janus étant suffisante pour expliquer sa place au début des temps.

Janus aux portes solsticiales, Robert van Audenaerd (d'après Carlo Maratta), (v. 1690).

L'autre, proposée par Nigidius Figulus, se rapporte aussi à la notion de passage, d'ouverture, et fait de Janus un être duel, équivalent à la fois de la Diane et de l'Apollon romains :

« Il en est qui disent que Janus est le même à la fois qu'Apollon et Diane, et que ces deux divinités sont voilées sous son seul nom. En effet, comme le rapporte Nigidius, les Grecs honorent Apollon sous le nom de Θυραῖος (Thyréen), dont ils dressent les autels devant leurs portes, pour montrer qu'il préside aux entrées et aux issues. […] Chez nous le nom de Janus indique qu'il est aussi le dieu des portes, puisque son nom latin est l'équivalent du mot grec θυραῖος. Nigidius a dit expressément qu'Apollon est Janus et Diane, Jana. »

.
Cette étymologie a le soutien d'Arthur Bernard Cook, qui fait de Janus un dieu du ciel et du jour (dies en latin). Elle est celle de Jupiter, Jovis et c'est peut-être un « doublon » de ce dieu dans le panthéon romain. Néanmoins, la forme *Dianus postulée par Nigidius n'est attestée nulle part.

### Épithètes
Janus possède plusieurs épithètes cultuelles.
Le dieu est Pater (« père ») dans Januspater. Cette épithète cultuelle — réservée comme il est dit plus haut aux seuls Jupiter et Mars — marque son rôle primordial dans le panthéon romain. Dans le très ancien Chant des Saliens, Janus est célébré comme le deus deorum (« dieu des dieux »). La primauté de Janus sur tous les autres dieux est incontestée. Elle se résume dans la formule de Varron, rapportée par saint Augustin : penes Janum sunt prima, penes Jovem summa (« Les commencements appartiennent à Janus et les fins à Jupiter. »).
Janus est également Patulcius (« celui qui ouvre ») et Clusius (« celui qui clôt »), « parce que les portes de son temple sont ouvertes pendant la guerre et fermées en temps de paix. »

Janus est Bifrons (« à deux fronts, à deux faces ») chez Ovide, et Geminus (« double, jumeau ») chez Macrobe, qui le qualifie aussi de Quirinus (« romain »). 

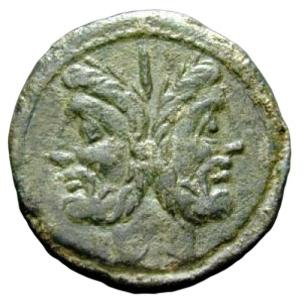
Janus bifrons, sur une monnaie romaine,

Janus est Consivius (« semeur »), ce qui marque le lien avec son rôle d'initiateur, de créateur. Dans le Chant des Saliens, ce très ancien dieu est le seul mentionné, avec Cérès, déesse de la croissance.
Janus est encore Junonius (« junonien »). Macrobe nous explique :

« De même que les ides étaient consacrées à Jupiter, ainsi nous savons, par les témoignages de Varron et du Livre pontifical, que les calendes étaient dédiées à Junon. C'est pourquoi les Laurentins, fidèles aux pratiques religieuses de leurs pères, conservent à Junon le nom de Kalendaris, que ceux-ci lui donnèrent dans son culte. De plus, ils invoquent cette déesse le jour des calendes de chaque mois, depuis mars jusqu'à décembre. Les Romains font de même : outre le sacrifice offert à Junon dans la Curie Calabra par le pontife mineur, la reine des sacrifices lui offre dans sa demeure royale une truie ou une brebis. C'est de cette déesse que Janus, comme nous l'avons dit, tire son nom de Junonius ; parce que, tandis que toutes les entrées sont consacrées à ce dieu, les jours des calendes de chaque mois paraissent devoir être attribués à Junon. En effet, puisque les anciens observaient de commencer leurs mois avec la nouvelle lune, et qu'ils croyaient que la lune était la même que Junon, c'est à juste titre qu'ils auraient consacré les calendes à cette déesse. »

Le rôle de Junon, qui préside à l'enfantement et aux cycles menstruels, est semblable  à celui de Janus, qui en retour, lui est aussi apparenté. Ils sont particulièrement associés lors du Tigillum Sororium, le 1er octobre.
Janus est dit encore catus « avisé », « astucieux au possible » quantumvis vafer.

### Représentations
Janus est représenté avec deux visages opposés, l'un tourné vers le passé, l'autre, vers l'avenir. Une statue de Janus  « consacrée dans le temple de ce dieu par Auguste et apportée d'Égypte » marque de ses mains le nombre de trois-cent-soixante-cinq, pour exprimer la mesure de l'année. Or le calendrier romain comporte 355 ou 377 jours, alors que le calendrier égyptien en compte précisément 365. Peut-être là est la raison pour laquelle Pline hésite à attribuer l'œuvre à Scopas ou à Praxitèle ?

## Culte

### Rites
Janus est associé au commencement de l'année, au début du mois, les calendes et à l'aube, le lever du jour. Bien attesté par les formules rituelles, il jouit de la première place dans les invocations et les sacrifices.

#### Prière du Nouvel An
Ovide nous rapporte ce  qui est peut-être la prière rituelle au dieu, le jour du Nouvel An :

« Dieu à double visage,
c'est de toi que part l'année pour s'écouler sans bruit;
toi qui, sans tourner la tête, vois ce que nul autre dieu ne peut voir,
montre-toi propice aux chefs dont l'active sollicitude donne le repos à l'Océan et la sécurité à la terre, qui nous prodigue ses trésors;
montre-toi propice à tes sénateurs, au peuple romain,
et, d'un signe, serre les portes de ton candide sanctuaire. »

Cette dernière phrase étant à comprendre comme une métaphore poétique : « …et apporte nous la paix. »
Ce jour-là, nommé Januales, un prêtre dépose sur son autel un gâteau de froment mêlé de sel. Le 1er janvier est le jour des étrennes sous forme de dattes et de figues sèches, de miel que les Romains s'offrent alors, accompagnés des vœux de bonne année entre les hommes et de prières adressées aux dieux, plus « efficaces » en ce jour qu'en tout autre : « Un présage, dit-il, est attaché au commencement de toute chose ; toute première parole est écoutée avec une attention craintive ; c'est l'oiseau aperçu le premier qui fait loi pour l'augure. Les temples viennent de s'ouvrir ; les dieux prêtent l'oreille ; aucune des prières que prononce la bouche des mortels n'est perdue, chaque syllabe en retentit aux cieux. »

#### Invocation aux calendes
Janus est invoqué « non seulement au commencement de janvier, mais encore au premier jour de tous les mois, les calendes, dédiées à Junon. Varron, dans le cinquième livre Des choses divines, dit qu'il y a douze autels dédiés à Janus, pour chacun des douze mois. »

#### Prière de l'aube
Horace le prie en tant que pendant masculin de Mater Matuta : « Ô père du matin, Janus (peut-être ce nom-là te plaît davantage), toi que chaque homme, à son réveil, invoque, avant la tâche quotidienne. » Georges Dumézil pense que cette habitude en fait une divinité solaire. « En se levant, il ouvre le jour, en se couchant, il le clôt. »

#### Autres dévotions
Le 9 janvier, lors des Agonalia, le rex sacrorum sacrifie un bélier sur l'autel du dieu, choix logique car le bélier qui marche en tête du troupeau est la victime naturelle du dieu qui occupe la première place.
Le 30 mars, c'est-à-dire à la fin du mois dédié au dieu de la guerre, « il faudra rendre hommage à Janus, et en même temps à la douce Concorde, au salut de l'empire, au génie de la paix. »
Janus est invoqué lors de la déclaration de guerre à un peuple ennemi selon une vieille formule rapportée par Tite-Live, établie du temps de Numa Pompilius où le fétial déclare : « Écoute, Jupiter, et toi, Janus Quirinus, et vous tous, dieux du ciel, de la terre et de l’enfer, écoutez : je vous prends à témoin de l’injustice de ce peuple (et il le nomme) et de son refus de restituer ce qui n’est point à lui. Au reste, les vieillards de ma patrie délibéreront sur les moyens de reconquérir nos droits. » Cette formule consacrée nous renseigne indirectement sur le fait que Mars n'est pas encore, à l'époque de la fondation de Rome, un dieu guerrier, sinon il aurait été invoqué lors de toute déclaration solennelle des hostilités.

### Temples

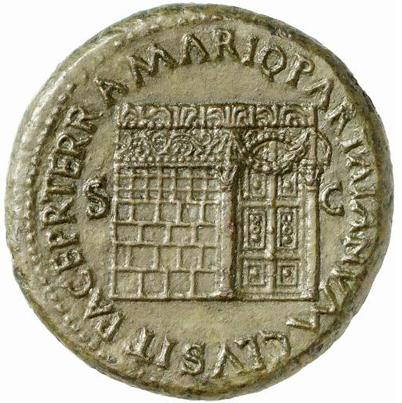
Temple de Janus, sur un sesterce du temps de Néron en 66 de notre ère.

Le plus ancien temple consacré au dieu Janus, à Rome, se trouve près du Forum romain :

« Il (Numa Pompilius) éleva le temple de Janus. Ce temple, construit au bas de l'Argilète, devint le symbole de la paix et de la guerre. Ouvert, il était le signal qui appelait les citoyens aux armes; fermé, il annonçait que la paix régnait entre toutes les nations voisines. Deux fois il a été fermé depuis le règne de Numa, la première, sous le consulat de Titus Manlius, à la fin de la première guerre punique, la seconde, sous César Auguste, lorsque, par un effet de la bonté des dieux, nous vîmes, après la bataille d'Actium, la paix acquise au monde, et sur terre et sur mer,. »

Au cours des guerres, les portes du temple de Janus sont ouvertes, des sacrifices et des oracles ont lieu à l'intérieur pour prévoir l'issue des combats. Les portes restent fermées en temps de paix, un événement extrêmement rare dans la société romaine essentiellement guerrière. Macrobe relate un fait légendaire -et inexact : le Viminal et le Janicule sont éloignés l'un de l'autre et éloignés du Forum où se trouve le temple de Numa- pour expliquer cette coutume :

« Pendant la guerre contre les Sabins, à l'occasion de l'enlèvement de leurs filles, les Romains s'étaient hâtés de fermer la porte qui était au pied de la colline Viminale (à laquelle l'événement qui suivit fit donner le nom de Janicule), parce que les ennemis s'y précipitaient. Mais à peine fut-elle fermée, qu'elle s'ouvrit bientôt d'elle-même ; ce qui survint une seconde et une troisième fois. Les Romains, voyant qu'ils ne pouvaient la fermer, restèrent en armes et en grand nombre sur le seuil de la porte pour la garder, tandis qu'un combat très vif avait lieu d'un autre côté. Tout à coup, le bruit se répand que Tatius a mis nos armées en fuite. Les Romains qui gardaient la porte s'enfuient épouvantés; mais lorsque les Sabins étaient prêts à faire irruption par la porte ouverte, on raconte que, par cette porte, il sortit du temple de Janus des torrents d'eau jaillissant avec une grande force, et que plusieurs groupes ennemis périrent ou brûlés par l'eau, qui était bouillante, ou engloutis par son impétuosité. En raison de cet événement, il fut établi qu'en temps de guerre les portes du temple de Janus seraient ouvertes, comme pour attendre ce dieu secourable à Rome. »

Au moment de la guerre avec les Sabins, la première guerre menée par la jeune nation romaine, Rome est une ville ouverte. Rome ne ferme ses portes qu'une fois la paix établie. « La paix conclue, » dit Tite-Live, « Tarquin fit en effet continuer le mur de pierres de taille dont la guerre des Sabins avait interrompu la construction, et fortifia la ville dans toute la partie encore ouverte. » Ovide propose une autre explication, plus abstraite : « [les portes du temple sont ouvertes] pour que le peuple, parti pour la guerre, ne rencontre aucun obstacle à son retour, […] la guerre terminée, [le temple de Janus est fermé], pour que la paix ne trouve aucune issue. »
Marcel Renard associe Janus à un autre endroit de Rome, le Tigillum Sororium, la « Poutrelle de la Sœur ». C'est un monument dont l'érection remonte au combat des Horaces et des Curiaces. Le jeune Horace, vainqueur des Curiaces, revient à Rome et tue sa sœur qui, épouse de l'un des Curiaces, se lamente de la perte de son bien-aimé. « Va, avec ton fol amour, rejoindre ton fiancé, toi qui oublies et tes frères morts, et celui qui te reste, et ta patrie. Périsse ainsi toute Romaine qui osera pleurer la mort d'un ennemi. » Condamné pour ce crime, le jeune Horace finit par être acquitté mais, « après quelques sacrifices expiatoires, [son père] plaça en travers de la rue un poteau, espèce de joug sous lequel il fit passer son fils, la tête voilée. Ce poteau, conservé et entretenu à perpétuité par les soins de la République, existe encore [au temps de Tite-Live]. »

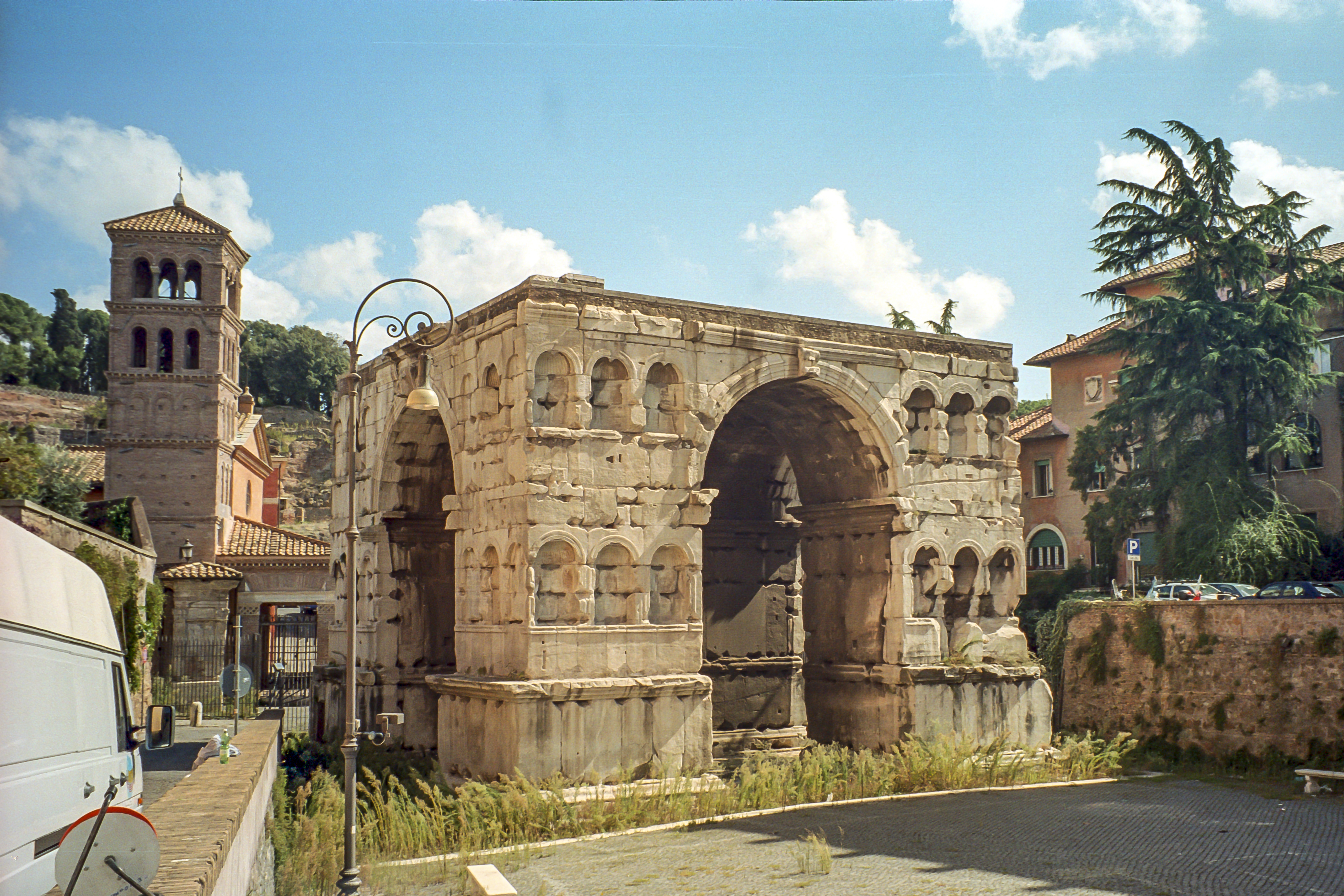
L'Arc de Janus Quadrifrons.

L'anniversaire de cette cérémonie se déroule le 1er octobre, date qui, dans le calendrier romain, marque la fin de la « saison guerrière. » Il s'agit d'un rituel de purification, équivalent à celui qui consiste à faire passer l'ennemi vaincu sous un joug pour lui ôter sa nocivité ou à faire passer les armées victorieuses sous un arc de triomphe pour neutraliser les soldats, les débarrasser de leur force guerrière et les rendre à la vie civile.
Tacite nous renseigne sur l'existence d'un temple à Janus, édifié sur le Forum Holitorium par Caius Duilius et restauré par Tibère.
Au-delà de la porte du Janicule, en dehors des murs de Rome, on avait élevé douze autels à Janus, un pour chaque mois de l'année.
L’Arc de Janus est le temple de Janus Quadrifrons, « à quatre frontons », ainsi nommé en raison de son architecture carrée.
En France, le temple d'architecture gauloise dit de Janus situé dans la banlieue d'Autun est un temple datant de l'époque gallo-romaine mais attribué à tort à ce dieu. Les archéologues ignorent encore à quel dieu gaulois il est dédié.

## Mythologie
Dans la religion romaine, les dieux sont des puissances abstraites. « Chez les Romains, les mythes méditerranéens ont été ramenés du ciel sur la terre, et les héros ne sont plus des dieux mais de grands hommes de Rome. »

### Légendes

#### Janus «nautique» et Saturne

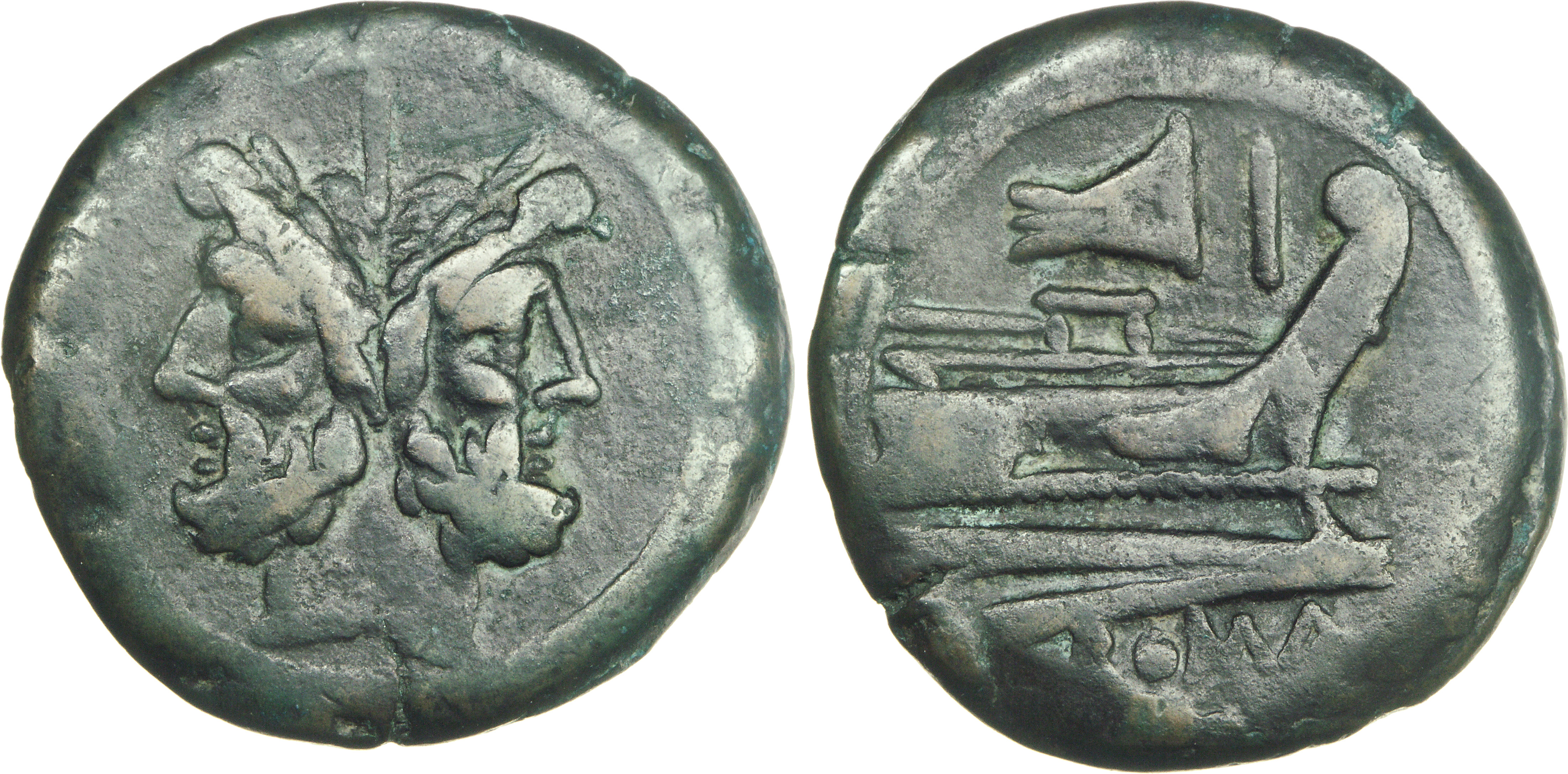
Janus bifrons et la proue, as romain,

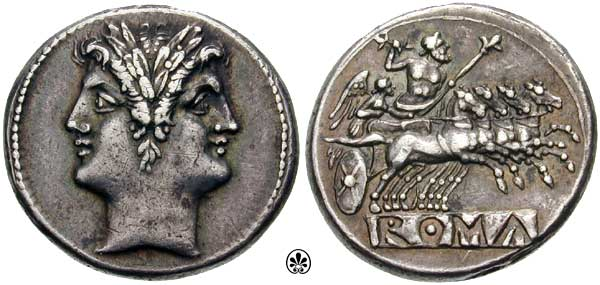
didrachme au quadrige,

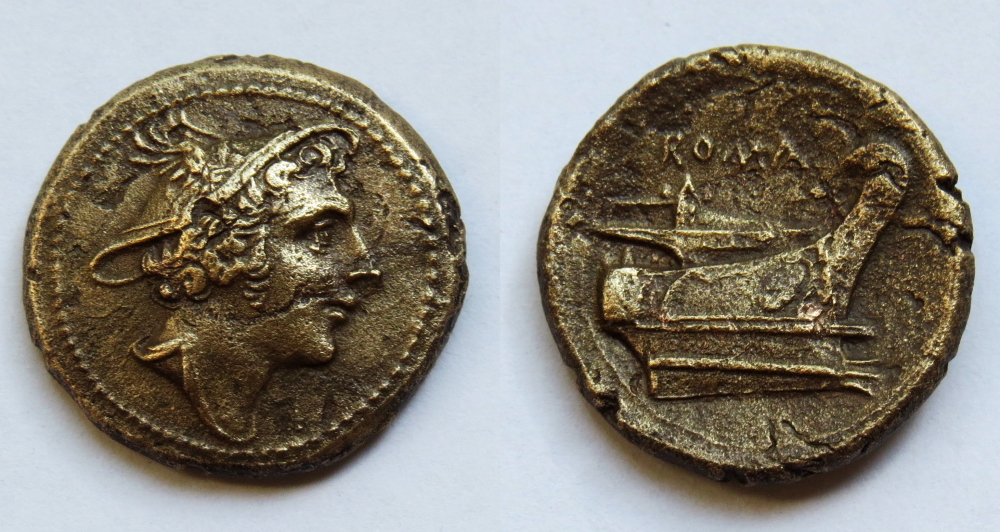
semiuncia, Mercure au navire

Ovide, dans les Fastes, met en scène un dialogue entre lui-même et Janus. Il lui demande la raison de sa présence sur l'as romain. Le dieu lui répond :

« Tu pourrais, dit-il, me reconnaître dans cette double image, si la vétusté n'en avait altéré les traits. Quant à l'explication du navire, la voici : le dieu qu'on représente armé d'une faux [c'est-à-dire Saturne], chassé par Jupiter du ciel, son empire, avait déjà erré dans tout l'univers, quand son vaisseau entra dans le fleuve de l'Étrurie. C'est dans ces contrées que je me rappelle lui avoir donné asile ; c'est pourquoi, longtemps, elles portèrent le nom de Saturnia, et le nom de Latium exprime également qu'un dieu était venu s'y cacher. La postérité grava un navire sur sa monnaie, pour témoigner de l'hospitalité qu'un dieu avait reçue. J'ai occupé moi-même aussi la rive gauche du Tibre, […] au Janicule. […]. Je n'avais rien à démêler avec la guerre ; je maintenais la paix ; je veillais sur les portes ; et il ajouta, en montrant sa clef : "voilà mes armes." »

Janus et Saturne sont deux dieux du temps qui passe. Les Saturnales fêtées lors du solstice d'hiver dédiées à Saturne, précèdent de peu le premier janvier, fête du dieu Janus.
Qu'en est-il de la surprenante association entre le temps et la nef ? L'as d'airain, l'unité monétaire de Rome, est orné du Janus bifrons et d'une proue de navire. Jouer à pile ou face se dit capita aut navia? (« têtes ou nef ? »). Le navire n'est pas le seul revers de la pièce (voir illustration) ; et les autres monnaies romaines portent aussi une nef au revers (voir illustration). L'association iconologique entre le dieu et le navire est motivée par le concept de « passage » et de traversée du Tibre et intimement liée à Portunus, le dieu des ports, alors que Janus est celui des portes. Le Janiculum se trouve « au-delà du Tibre » par rapport au Capitole. le Tibre constituait une frontière naturelle de Rome avec l'Étrurie. De là la description ovidienne de Janus comme roi étrusque. Cette association entre Janus et le passage du Tibre, explique l'érection, par Caius Duilius, d'un temple dédié à Janus, après sa victoire navale, la première que remportent les Romains, à la bataille de Mylae. Ce temple a été inauguré le 17 aout, le jour des Portunalia, fête de Portunus. Pline note sèchement : « le poids réel de la livre de cuivre fut diminué durant la première guerre punique, la République ne pouvant faire face à ses dépenses ; et il fut décrété qu'on frapperait des as de deux onces. On gagna de la sorte cinq sixièmes, et on liquida les dettes. La marque de ces nouveaux as fut sur une face un Janus à deux faces, sur l'autre un éperon de navire. »

#### Janus et le «torrent de feu»
Ce qu'Ovide relate ci-après semble mêler deux mythes fondateurs de Rome lors de la guerre avec les Sabins, « historicisés » différemment par Tite-Live où :
- d'une part, Tarpeia ouvre les portes du Capitole aux Sabins. Romulus, acculé avec ses hommes à la porte du Palatin, invoque Jupiter et repousse Mettius Curtius. Les Sabines, épouses des Romains, interviennent pour assurer une trêve et l'issue pacifique du conflit ;
- d'autre part, Tarquin enflamme du bois amassé sur les bords de l’Anio, épouvante les Sabins, leur coupe toute retraite et les met en déroute. « Un grand nombre, échappé au fer des Romains, périt dans le fleuve ; et leurs armes, emportées par le Tibre jusqu’à Rome, y annoncent l’éclatante victoire de Tarquin. »

Chez Ovide, cela donne :

« [Janus] me raconta aussitôt la guerre de Tatius, descendant d'Oebalus ; comment une gardienne perfide, séduite par des bracelets d'or, avait montré le chemin de la citadelle au chef des Sabins. Alors, comme aujourd'hui, existait cette pente rapide par laquelle vous descendez du Capitole, dans la vallée et du côté des places publiques. Déjà ils étaient arrivés à la porte dont Junon, pour vous perdre, avait enlevé les serrures ; n'osant engager une lutte contre cette auguste déesse, je tirai parti de mes attributions pour déjouer ses projets à mon tour. C'est à moi qu'il appartient d'ouvrir un passage aux fontaines, je l'ouvris ; je fis jaillir les eaux en nappes soudaines, après avoir eu soin d'embraser du soufre sous la source glacée, afin que ce torrent bouillonnant fermât le chemin à Tatius. La ruse réussit, les Sabins furent repoussés. Le danger une fois passé, le lieu reprit sa forme première; ce fut là qu'on m'éleva un temple. »

Cette source volcanique providentielle est appelée Lautolae par Varron. Gagé opère un rapprochement entre Janus et la barque primitive (un tronc évidé), le Tigillum Sororium (un tronc servant de linteau). Le bois flottant en feu qui donne la victoire définitive -et la paix- est devenu un torrent bouillonnant chez Ovide. Lors des Portunalia, les Romains brulent des clavis (« clés », à l'époque romaine, de simples barres de bois servant à clore la porte)[réf. nécessaire].

#### Janus et Carna
Carna est la parèdre de Janus. Célébré le premier janvier, il ouvre l'année et les jours qui s'allongent, célébrée le premier juin, elle ouvre la seconde partie de l'année et les jours qui raccourcissent - de là son association avec Phébus et la lumière d'une part - les jours sont longs en juin - mais avec une grotte et une certaine dissimulation : elle se cache de la lumière ou « cache la lumière » en quelque sorte.

« Le premier jour [du mois de juin] t'est consacré, Carna, déesse des gonds. Elle ouvre ce qui est fermé, elle ferme ce qui est ouvert; tels sont les attributs de sa divinité. […] Non loin des bords du Tibre s'élève l'antique bois d'Helernus, où les pontifes vont encore aujourd'hui offrir des sacrifices. […] On la prenait pour la sœur de Phébus, et ce n'était pas te faire injure, ô Phébé. Si quelque jeune amant lui adressait des paroles passionnées, elle répondait aussitôt : "Il y a trop de jour ici, et le jour est pour beaucoup dans la pudeur; conduisez-moi vers quelque grotte retirée, je vous suivrai." […] Janus la voit ; à sa vue, il s'enflamme ; il essaie par de douces paroles d'attendrir cette inflexible beauté: la nymphe, suivant sa coutume, le prie de trouver un asile solitaire ; elle feint de le suivre, de l'accompagner; mais bientôt le guide est seul ; on vient de l'abandonner. Mais c'est en vain, ô insensée ! Janus ne voit-il pas ce qui se passe derrière lui ? Il sait déjà où tu es cachée. C'est en vain, te dis-je, car sous la roche où tu te réfugies, il te serre dans ses bras, il te possède et s'écrie: "Pour prix de tes faveurs, pour prix de ta virginité perdue, je soumets les gonds à ton pouvoir." Et à ces mots, il lui donne une branche d'aubépine, pour écarter des portes toute funeste aventure. »

Carna est-elle Venilia ?[style à revoir] Ovide, dit qu'avec cette nymphe, Janus a une enfant, Canens, qui épouse Picus, fils de Saturne. Mythologiquement, Ovide unit les enfants des deux dieux du temps. Ce mariage est malheureux. Canens meurt sur les rives du Tibre[réf. nécessaire].

## Interprétations

### Commentaires d'auteurs chrétiens
Janus est une déité abstraite associée au passage du temps, aux portes. Sous le nom de Forculus – un jeu de mots, sur foris (« porte ») – il est moqué par Tertullien qui vilipende le panthéon romain :

« Je ne parle pas d'Ascensus, dieu qui vous aide à monter, ni de Lévicola, qui préside aux pentes, ni de Forculus, sous la protection duquel sont les portes, ni de Cardea, déesse des gonds, ni de Limentinus, auquel est consacré le seuil, ni enfin de tous ceux qu'adorent les portiers. »

Dans ce passage, la nymphe Carna mentionnée par Ovide devient Cardea, citée parmi les indigitamenta.
Saint Augustin reprend mot pour mot l'attaque tertullienne en critiquant un manque de « logique théologique » : 

« Pourquoi Forculus, qui préside aux portes, et Limentinus, qui préside au seuil, sont-ils mâles, tandis que Cardéa, qui veille sur les gonds, est femelle ? »

Les dieux latins sont en train de perdre la bataille sous les coups de boutoir des predicateurs chrétiens. Ils propagent la parole du Christ, qui reprend la métaphore traditionnellement associée à l'antique dieu latin des portes et du passage :

« Je suis la porte : si quelqu’un entre par moi, il sera sauvé ; il entrera et il sortira. »

### Commentaires alchimiques
Vers 1600, Maïer interprète le dieu dans un sens concret et alchimique :

« Par le Janus bicéphale, nous comprenons une matière, ou chose une, appelée rebis et contenant deux choses, ou si vous préférez, c'est la substance double mercurielle. »

Au XVIIIe siècle, le bénédictin Pernety écrira à son tour :

« Janus à deux visages signifie selon les alchymistes la matière de la pierre philosophale, qu'ils nomment rebis, comme faite et composée de deux choses. »